# Blond Ambition Tour
Die Blond Ambition Tour war die dritte Konzert-Tournee von US-Popstar Madonna. Sie wurde durch Asien über Nordamerika nach Europa geführt. Die Bühne wurde von ihrem Bruder Christopher Ciccone gestaltet.
2017 nannte die Musikzeitschrift Rolling Stone die Welttour eine der besten der letzten 50 Jahre. Hervorgehoben wurden besonders ihre Theatralität und die Einbindung von Mode des französischen Designers Jean Paul Gaultier (der ikonische cone bra). Die Blond Ambition Tour gilt als Vorbild moderner Pop-Konzerte.
Der Dokumentarfilm Truth or Dare (1991) gibt Einblicke hinter die Kulissen der Tournee.

## Songliste
1. Intro
2. Express Yourself * (enthält Elemente aus Everybody)
3. Open Your Heart
4. Causing a Commotion
5. Where's The Party
6. Like A Virgin
7. Like A Prayer *
8. Live to Tell / Oh Father * (Medley)
9. Papa Don’t Preach
10. Sooner Or Later **
11. Hanky Panky **
12. Now I'm Following You ** (Part 1)
13. Now I'm Following You ** (Part 2)
14. Material Girl
15. Cherish *
16. Into the Groove
17. Vogue **
18. Holiday
19. Family Affair (Intro)
20. Keep It Together *

* von dem Album „Like a Prayer“ (1989)

** von dem Album „I’m Breathless“ (1990)

## Tourdaten
| Datum          | Stadt           | Land               | Platz                             |
| -------------- | --------------- | ------------------ | --------------------------------- |
| Asien          |                 |                    |                                   |
| 13. April 1990 | Chiba           | Japan              | Chiba Marine Stadion              |
| 14. April 1990 | Chiba           | Japan              | Chiba Marine Stadion              |
| 15. April 1990 | Chiba           | Japan              | Chiba Marine Stadion              |
| 20. April 1990 | Nishinomiya     | Japan              | Hankyu Nishinomiya Stadion        |
| 21. April 1990 | Nishinomiya     | Japan              | Hankyu Nishinomiya Stadion        |
| 22. April 1990 | Nishinomiya     | Japan              | Hankyu Nishinomiya Stadion        |
| 25. April 1990 | Yokohama        | Japan              | Yokohama Stadion                  |
| 26. April 1990 | Yokohama        | Japan              | Yokohama Stadion                  |
| 27. April 1990 | Yokohama        | Japan              | Yokohama Stadion                  |
| Nordamerika    |                 |                    |                                   |
| 4. Mai 1990    | Houston         | Vereinigte Staaten | The Summit                        |
| 5. Mai 1990    | Houston         | Vereinigte Staaten | The Summit                        |
| 7. Mai 1990    | Dallas          | Vereinigte Staaten | Reunion Arena                     |
| 8. Mai 1990    | Dallas          | Vereinigte Staaten | Reunion Arena                     |
| 11. Mai 1990   | Los Angeles     | Vereinigte Staaten | Los Angeles Memorial Sports Arena |
| 12. Mai 1990   | Los Angeles     | Vereinigte Staaten | Los Angeles Memorial Sports Arena |
| 13. Mai 1990   | Los Angeles     | Vereinigte Staaten | Los Angeles Memorial Sports Arena |
| 15. Mai 1990   | Los Angeles     | Vereinigte Staaten | Los Angeles Memorial Sports Arena |
| 16. Mai 1990   | Los Angeles     | Vereinigte Staaten | Los Angeles Memorial Sports Arena |
| 18. Mai 1990   | Oakland         | Vereinigte Staaten | Oakland Coliseum Arena            |
| 19. Mai 1990   | Oakland         | Vereinigte Staaten | Oakland Coliseum Arena            |
| 20. Mai 1990   | Oakland         | Vereinigte Staaten | Oakland Coliseum Arena            |
| 23. Mai 1990   | Rosemont        | Vereinigte Staaten | Rosemont Horizon                  |
| 24. Mai 1990   | Rosemont        | Vereinigte Staaten | Rosemont Horizon                  |
| 27. Mai 1990   | Toronto         | Kanada             | SkyDome                           |
| 28. Mai 1990   | Toronto         | Kanada             | SkyDome                           |
| 29. Mai 1990   | Toronto         | Kanada             | SkyDome                           |
| 31. Mai 1990   | Auburn Hills    | Vereinigte Staaten | The Palace of Auburn Hills        |
| 1. Juni 1990   | Auburn Hills    | Vereinigte Staaten | The Palace of Auburn Hills        |
| 4. Juni 1990   | Worcester       | Vereinigte Staaten | The Centrum                       |
| 5. Juni 1990   | Worcester       | Vereinigte Staaten | The Centrum                       |
| 8. Juni 1990   | Landover        | Vereinigte Staaten | Capital Centre                    |
| 9. Juni 1990   | Landover        | Vereinigte Staaten | Capital Centre                    |
| 11. Juni 1990  | Uniondale       | Vereinigte Staaten | Nassau Veterans Memorial Coliseum |
| 12. Juni 1990  | Uniondale       | Vereinigte Staaten | Nassau Veterans Memorial Coliseum |
| 13. Juni 1990  | Uniondale       | Vereinigte Staaten | Nassau Veterans Memorial Coliseum |
| 16. Juni 1990  | Philadelphia    | Vereinigte Staaten | Philadelphia Spectrum             |
| 17. Juni 1990  | Philadelphia    | Vereinigte Staaten | Philadelphia Spectrum             |
| 20. Juni 1990  | East Rutherford | Vereinigte Staaten | Brendan Byrne Arena               |
| 21. Juni 1990  | East Rutherford | Vereinigte Staaten | Brendan Byrne Arena               |
| 24. Juni 1990  | East Rutherford | Vereinigte Staaten | Brendan Byrne Arena               |
| 25. Juni 1990  | East Rutherford | Vereinigte Staaten | Brendan Byrne Arena               |
| Europa         |                 |                    |                                   |
| 30. Juni 1990  | Göteborg        | Schweden           | Eriksberg Shipyard Docks          |
| 3. Juli 1990   | Paris           | Frankreich         | Palais Omnisports de Paris-Bercy  |
| 4. Juli 1990   | Paris           | Frankreich         | Palais Omnisports de Paris-Bercy  |
| 6. Juli 1990   | Paris           | Frankreich         | Palais Omnisports de Paris-Bercy  |
| 10. Juli 1990  | Rom             | Italien            | Stadio Flaminio                   |
| 13. Juli 1990  | Turin           | Italien            | Stadio delle Alpi                 |
| 15. Juli 1990  | München         | BR Deutschland     | Reitstadion Riem                  |
| 17. Juli 1990  | Dortmund        | BR Deutschland     | Westfalenhallen                   |
| 20. Juli 1990  | London          | England            | Wembley-Stadion                   |
| 21. Juli 1990  | London          | England            | Wembley-Stadion                   |
| 22. Juli 1990  | London          | England            | Wembley-Stadion                   |
| 24. Juli 1990  | Rotterdam       | Niederlande        | Feijenoord-Stadion                |
| 27. Juli 1990  | Madrid          | Spanien            | Vicente Calderón Stadium          |
| 29. Juli 1990  | Vigo            | Spanien            | Estadio Municipal Balaídos        |
| 1. August 1990 | Barcelona       | Spanien            | Olympic Stadium                   |
| 5. August 1990 | Nizza           | Frankreich         | Stade de l'Ouest                  |

## DVD
Die DVD wurde in Houston am 5. Mai 1990 aufgenommen. Die DVD war in den Charts.